# 弄岗狭口蛙
弄岗狭口蛙（学名：Kaloula nonggangensis），一种于中华人民共和国广西壮族自治区南部弄岗国家级自然保护区发现的两栖动物，隶属于姬蛙科狭口蛙属。

## 形态特征
弄岗狭口蛙雄蛙体长41～53毫米，雌蟾体长52毫米左右。身体皮肤光滑，背面呈橄榄绿色或深橄榄绿色，有不规则褐色斑纹和斑点；腹部呈烟灰色，雄蛙的咽、胸部有分散的柠檬黄色小斑点。